# Borazol
Borazol, borazyna, B
3N
3H
6 – nieorganiczny związek chemiczny, związek aromatyczny boru, azotu i wodoru o właściwościach fizycznych zbliżonych do benzenu.

## Właściwości
Jest to bezbarwna, palna ciecz o charakterystycznym zapachu, będąca dobrym rozpuszczalnikiem wielu substancji. Borazyna ulega reakcjom charakterystycznym dla związków aromatycznych (np. substytucji elektrofilowej), jest znacznie bardziej reaktywna od benzenu, co przypisać można jedynie częściowemu charakterowi aromatycznemu cząsteczki. W wodzie rozkłada się na kwas borowy, amoniak i wodór.

## Otrzymywanie
Otrzymywanie poprzez ogrzewanie diboranu w strumieniu amoniaku w temperaturze 250–300 °C:
3B
2H
6 + 6NH
3 → 2B
3H
6N
3 + 12H
2

## Struktura

Struktury mezomeryczne borazyny

Borazyna jest izostrukturalna z benzenem, z kątami między wiązaniami ok. 120° i zbliżonymi długościami wiązań (B−N: 0,1436 nm, C−C: 0,1397 nm). Długość wiązania B–N w borazynie jest pośrednia pomiędzy wiązaniem pojedynczym B−N (0,151 nm) a podwójnym B=N (0,131 nm). Atomy azotu mają cząstkowy ładunek dodatni, a boru – ujemny. Spowodowane jest to delokalizacją elektronów z wolnych par elektronowych atomów azotu, co opisują struktury mezomeryczne cząsteczki. Delokalizacja ta wynika z elektronodonorowych własności azotu (zasada Lewisa, elektroujemność 3,04) oraz elektronoakceptorowych własności boru (kwas Lewisa, elektroujemność 2,04). Efektem delokalizacji elektronów jest spłaszczenie cząsteczki i częściowe właściwości aromatyczne.

## Zastosowanie
Borazyna zwana jest „nieorganicznym benzenem”. Stosowana jako rozpuszczalnik substancji organicznych, a także wykorzystywany do wytwarzania warstw azotku boru (BN).